# Heinrich Kauffmann
Heinrich August Theodor (von) Kauffmann (13. april 1819 i Rendsborg – 17. juni 1905 i Grimmerhus ved Middelfart) var en dansk officer, bror til Wilhelm Kauffmann og far til Axel og Aage von Kauffmann.

## Treårskrigen
Han var søn af premierløjtnant, senere oberstløjtnant Nicolaus Gustav Hermann von Kauffmann (1792-1850) og Marie Sophie Frederikke Falkenberg (1797-1877). Hjemmet var tysktalende, men Kauffmann lærte fra barnsben af også dansk.
Kaufmann blev sekondløjtnant i artilleriet 1840, premierløjtnant 1842, gennemgik 1842-44 Generalstabsafdelingen og blev 1848 kaptajn af Generalstaben. Samme år ansattes han som stabschef ved kommandoen på Als og var med ved Nybøl og Dybbøl. 1849 var han souschef ved flankekorpset og deltog i kampene ved Adsbøl, Ullerup og Dybbøl; i den sidste fratog han med løjtnant Sigismund von Rosen sachserne to kanoner. Dette blev begyndelsen til et venskab, som varede indtil Rosens tidlige død. Han blev derpå souschef ved overkommandoen og var med ved Kolding, Gudsø og Fredericia, hvorefter han udnævntes til major, medens han 1850 ligeledes som souschef var med ved Isted og ved Frederiksstad.

## 2. Slesvigske Krig
Efter krigen blev Kaufmann stabschef ved generalkommandoen i Slesvig, avancerede 1854 til oberstløjtnant og chef for Generalstabens taktiske Afdeling, men udnævntes året efter til amtmand i Kiel, Bordesholm og Cronshagen Amter, kurator for dettes universitet og kammerherre, medens han 1857 valgtes til medlem af Rigsrådet. 1860 opgav han disse stillinger og blev militærbefuldmægtiget i Frankfurt samt oberst i Generalstaben. December 1863 ansattes han som stabschef hos general de Meza og blev efter Dannevirkes rømning kommandør for 2. Infanteribrigade, hvormed han deltog i Dybbøls forsvar og i slaget om Als.

## Senere virke
Derefter overtog han befalingen over 1. division og benyttedes som underhandler med det fjendtlige hovedkvarter og senere som befuldmægtiget ved fredsforhandlingerne i Wien. Han blev derefter fungerende chef for generalstaben, og 1865 generalmajor og generaladjudant for landetaten samt chef for kongens adjudantstab. Som en modstander af hærloven af 1867 fik Kauffmann samme år sin afsked, idet han udnævntes til Storkors af Dannebrog og blev stillet à la suite. 1886 fik han generalløjtnants karakter.
Kauffmann forfattede nogle meget udførlige livserindringer, delvis benyttet af Daniel Bruun i Halvthundredaars Mindeblade (dennes omfattende uddrag nu i Rigsarkivets 3. afdeling, Forsvarets arkiv).
Han er begravet i Middelfart.

## Hæder og tillidshverv
Kauffmann blev Ridder af Dannebrogordenen 1848, Dannebrogsmand 1850, Kommandør 1860 og Storkors 7. september 1867. 1855 blev han kammerherre.
26. maj 1903 blev han med efterkommere anerkendt som tilhørende den danske adel.
8. april 1888 blev han udnævnt til ordensceremonimester ved Ordenskapitlet. Han blev senere formand for livsforsikringsselskabet Hafnias direktion og kontrolkomiteens formand i forsikringsselskabet Skjold. Fra 1886, og indtil 1896, da han trak sig tilbage fra sine stillinger, var han formand for Forsvarsforeningen for Sjællands Stift.